# Eucynorta tenuipes
Eucynorta tenuipes is een hooiwagen uit de familie Cosmetidae.